# 抗美援朝第一次战役
抗美援朝第一次战役是中国人民志愿军介入朝鲜战争后的第一场战役。包括西线：温井戰鬥、古场战斗、云山战斗；和东线：黄草岭战斗、赴战岭战斗。

## 战役开始
中国人民志愿军在朝鲜人民军配合下，对以美国为首的联合国军首次战役:1776。1950年10月初，联合国军11个师另1个旅共13万余人，在其总司令道格拉斯·麦克阿瑟指挥下，越过三八线，10月19日占领平壤，并继续向中朝边境推进，希望于感恩節（11月23日）前統一全朝鲜半岛:1776。10月19日晚，志愿军在司令员兼政治委员彭德怀率领下，秘密跨越鸭绿江，开赴朝鲜前线:1777。

## 战役经過

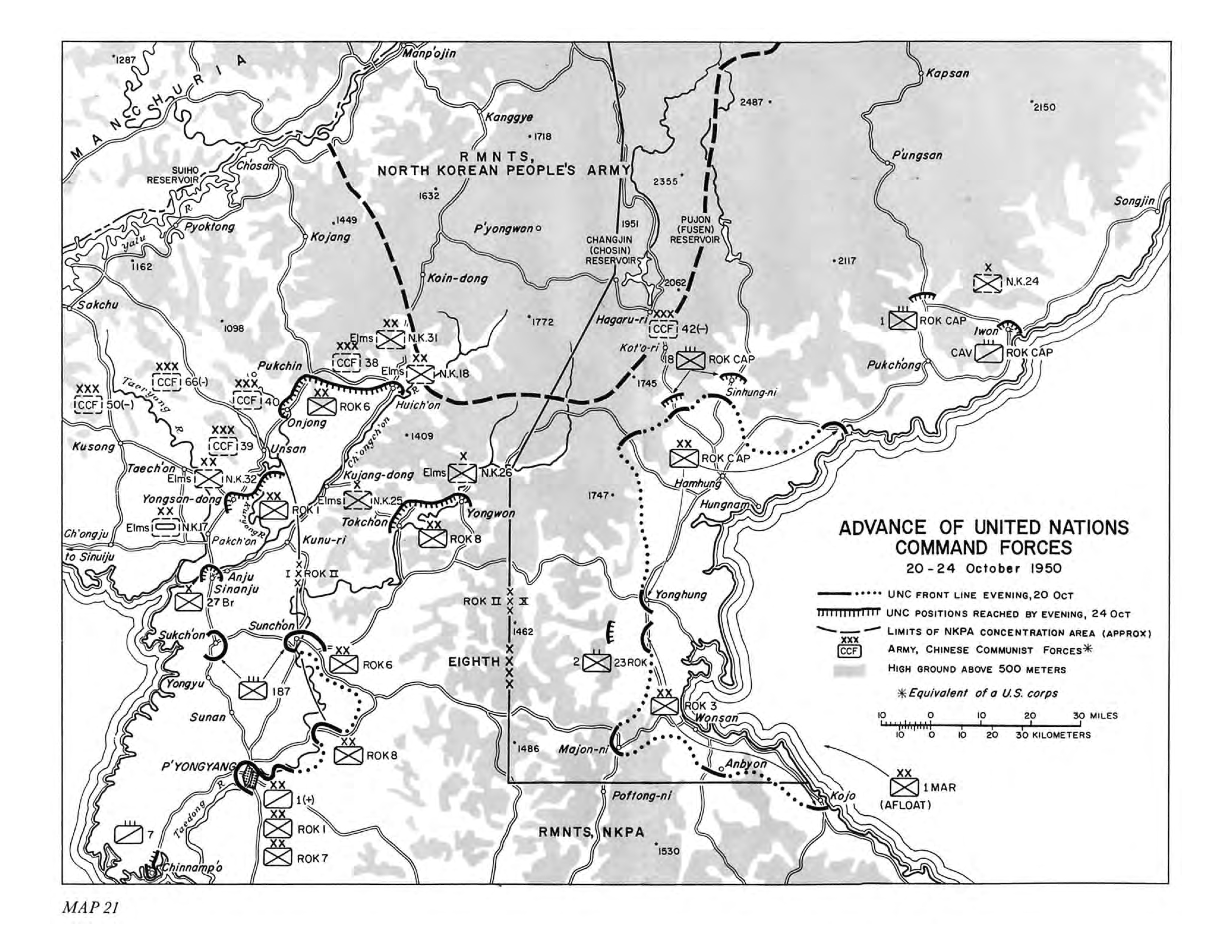
戰役前聯合國軍部署

入朝美军仍判断中国人民志愿军不会出兵朝鲜，继续向中朝边境分路推进:1777。志愿军集中5个军另1个师于西线，寻机歼击；以2个师在东线组织防御，保障西线主力翼侧安全:1777。
10月25日，西线志愿军首先在两水洞地区歼滅联合国军一部:1777。接着，分向温井、雲山、宁边、熙川地区以及楚山、古场洞地区猛攻:1777。11月2日，攻克云山:1777。此时，志愿军迂回部队已进至院里地区，对联合国军侧造成严重威胁:1777。11月3日，西线之联合国军被迫开始全线撤退:1777。

## 战役结束
志愿军乘胜追击，将联合国军趕到清川江以南:1777。11月5日，战役结束:1777。此役共歼联合国军1万5千余人，其迅速統一整个朝鲜半岛之企图受挫，初步稳定朝鲜战局:1777。志愿军30多万人参与朝鲜战争，全线反扑，联合国军被迫后撤:66。